# Ferdinand Behrens

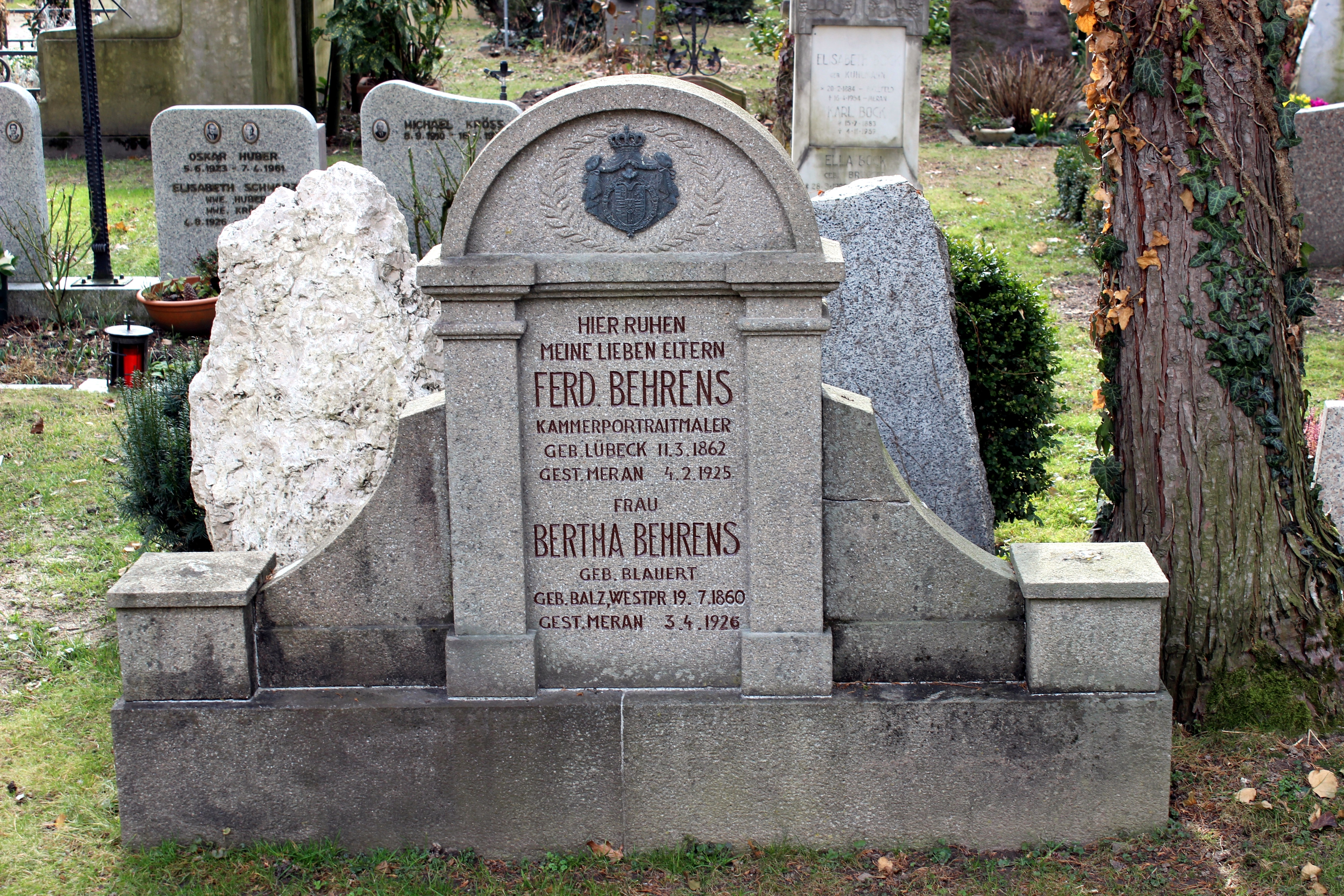
Grab von Ferdinand Behrens auf dem evangelischen Friedhof in Meran mit dem Wappen Erzherzogs Eugen

Ferdinand Christian Conrad Behrens (* 11. März 1862 in Lübeck; † 4. Februar 1925 in Meran) war ein Porträtmaler und Kunsthändler und als solcher auch Förderer und Agent von Künstlerkollegen.

## Leben
Ferdinand Behrens wurde als Sohn des Schneiders Johann Casper Heinrich Behrens geboren. Dieser starb am 5. Februar 1875.
Er schloss seine Schulzeit mit der Konfirmation am 9. April 1876, Palmsonntag, durch den Archidiakon in der Lübecker Petrikirche. Nach Ostern begann er seine Lehrzeit als Maler bei Carl Bock. Für den Besuch der Gewerbeschule war der aus einfachsten Verhältnissen Entstammende befreit gewesen.
Am 12. März 1878 heiratete seine Mutter den seit 1877 verwitweten Malermeister Carl Stave (1838–1892). Für sie bedeutete es nicht nur eine finanzielle Besserstellung und Absicherung, sondern auch eine gesellschaftliche Aufwertung. Die Ehe wurde am 29. März 1881 durch das Lübecker Landgericht wieder geschieden.
Nach dem Vorzeigen eines sehr guten Probestückes wurde Ferdinand Behrens im März 1880 von der Lehrzeit „freigesprochen“. Es wurde in den Osterfeiertagen in der „Lübecker Gewerbehalle“, welche sich in der Burg befand, ausgestellt. Am 4. April erhielt er ein Diplom 1. Klasse mit der Note „sehr gut“. Als Auszeichnung erhielt er ein prachtvoll ausgeführtes Ehrendiplom.
1882 musste Ferdinand Behrens zur Musterung. Da die An- und Abmeldungen von Wohnsitzen in Lübeck ab 1884 erfasst wurden, musste er die Stadt bereits vorher verlassen haben.
1880 ging er für weitere Studien an die Kunstgewerbeschule Hannover, dann an die Kunstgewerbeschule Dresden und schließlich der „Zeichen- u. Malschule nach Münchner Muster für Herren u. Damen“ in Wien. Die Strehblowsche Malschule galt nicht erst ab 1900 in Wien als die bedeutendste Malschule.
1889 zog er nach Meran, wo er als Porträtmaler tätig wurde. Er malte seine Porträts überwiegend nach Fotografien.
Im Sommer 1893 erhielt Behrens den Auftrag sechs zu jener Zeit sich in privaten Händen befindliche Porträts zu kopieren. Es handelte sich um Teilnehmer an der Schlacht am Bergisel. Im 1880 eröffneten Tiroler Kaiserjägermuseum sollte ein Andreas-Hofer-Denkmal enthüllt und eine gleichnamige Helden-Galerie eröffnet werden. Für diese waren die Porträts vorgesehen.
In den 1890er Jahren schuf er Bilder von Karl Ludwig von Österreich, Alfred zu Salm-Reifferscheidt-Dyck und dessen Frau Marie-Dorothea Gräfin von Bellegarde und Emma Hellenstainer. Letztgenanntes war ab Mai 1895 in Behrens Schaukasten eine Zeitlang ausgestellt.
Am 28. September 1897 kam Kaiserin Elisabeth in sein Atelier und erwarb das Porträt ihres Bruders Karl Theodor in Bayern. Ferdinand Behrens hatte diesen bereits 1892 erstmals porträtiert.
Neben der Porträtmalerei war die Gestaltung von Postkarten nach Vorlage eines Fotos ein einträgliches Geschäft. Der beliebte örtliche Kurpolizist und auch die Ankunft des Kaisers samt Erzherzog zum „Kaiserfest Meran-Passeier“ am 20. September 1899 zählten zu den beliebtesten Kartenmotiven.
Von der „Villa Waltershof“ verlegte er im Oktober 1900 sein Atelier in die angemietete „Villa Fanny“. an der Winterpromenade gleich neben der Wandelhalle.
Letztgenannte nutzte er als Gemäldesalon zur Präsentation eigener und fremder Werke. Der Maler Franz v. Defregger besuchte ihn am 28. März 1902, im Anschluss daran äußerte er sich anerkennend über die Ausstellung.
Durch Ausstellungen der Maler Gabriel Max, Eduard von Grützner, Robert Schleich, Paul Wilhelm Keller-Reutlingen, Karl Raupp, Hugo Kauffmann, Leopold Schmutzler, Hugo Kotschenreiter, Hermann Rüdisühli, Carl von Merode, Josef Kinzel und anderer, die von der Meraner Zeitung ausführlich besprochen wurden, erwuchs der „Gemälde-Salon Behrens“ innerhalb kürzester Zeit zu einer Meraner Sehenswürdigkeit. Ebenfalls hervorgehoben wurde der Salon im März 1913 durch den Besuch des Thronfolgers Franz Ferdinand.

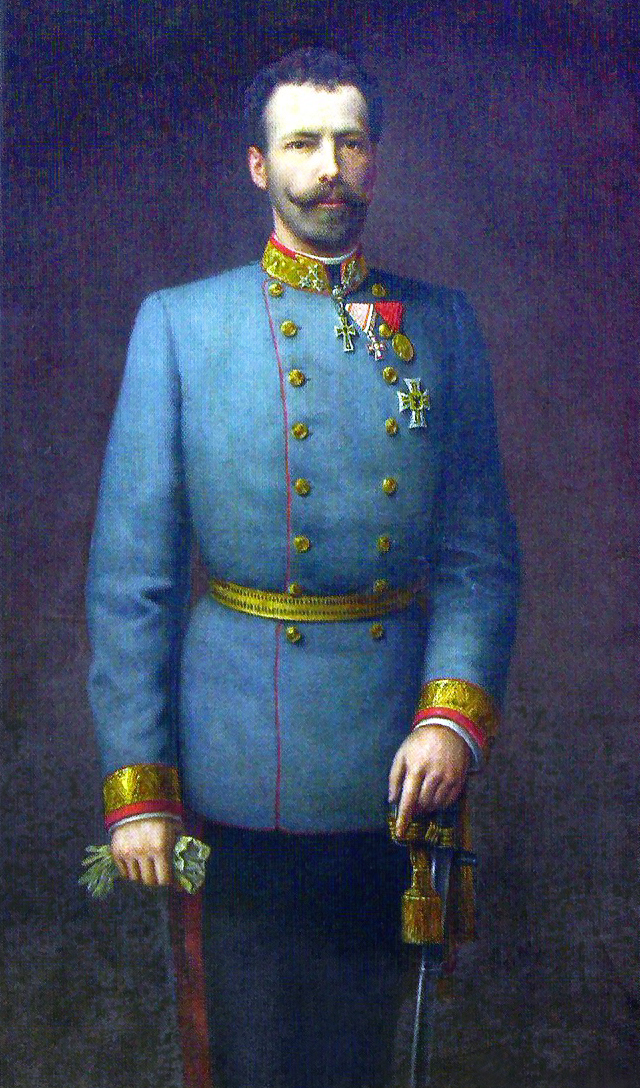
F. Behrens’ Porträt des Erzherzogs Eugen

Ab 1901 schuf Behrens mehrere Gemälde des Erzherzogs Eugen. Dieser äußerte sich im November 1901 lt. der Meraner Zeitung, dass es sich um das beste von ihm existierende Gemälde handle. Als nach Meran nun eine Garnison verlegt wurde, schrieb man dies der Einflussnahme des Erzherzogs zu. Als Zeichen der Dankbarkeit beauftragte der Gemeindeausschuss Ferdinand Behrens ein Gemälde des Erzherzogs zu schaffen und mehrere Kopien, u. a. für den Porträtierten, von diesem zu erstellen. Dieses sollte seinen Platz im Rathaus, im Zimmer des Bürgermeisters finden. Im Jahr 1908 wurde Ferdinand Behrens von ihm mittels Dekret der Titel „Kammerporträtmaler Sr. k. u. k. Hoheit des Erzherzogs Eugen von Oesterreich“ nebst der Befugnis dessen Wappen zu führen verliehen. Auf seinem Grabstein auf dem evangelischen Friedhof von Meran dominiert das in Bronze gegossene Wappen.
Meran war zu jener Zeit ein reiner Winterkurort, von Juni bis September war der Ort kaum frequentiert. Um diese Unterbrechung seines Geschäftes zu überbrücken, suchte Behrens eines Ort zu dessen Weiterführung in der Sommersaison. Nach diversen Reisen in den Sommermonaten der Jahre 1899, 1900 und 1901 eröffnete er 1902 in Bad Gastein eine Niederlassung. 1902 war er dort noch als Kurgast verzeichnet. Der König von Rumänien, Carol I., war in jenem Jahr erstmals in Bad Gastein zur Kur. Er war der prominenteste Besucher der dortigen Gemälde-Ausstellung Behrens. Ab 1903 war Behrens in Bad Gastein als wohnhaft im „Café Wenger“ (später „Café Kaiser Promenade“) gemeldet. 1906 ließ sich Behrens einen eleganten Salon aus Eisen erbauen, den er unweit des Kaiser-Wilhelm-Denkmals an der Kaiser Wilhelm Promenade in Bad Gastein aufstellen ließ. Dieser Gemäldesalon fand so viel Beachtung, dass er im 1910 neu gedruckten Ortsplan eigens mit „Behrens Pavillon“ eingetragen war.
Das von Ulrich Thieme und Felix Becker herausgegebene Allgemeine Lexikon der bildenden Künstler von der Antike bis zur Gegenwart nahm Ferdinand Behrens 1909 auf und stellte ihn in einem eigenen Artikel vor. Am 14. Juli 1911 ehrte Meran Behrens mit einer Feier zu dessen 25-jährigem Dienstjubiläum.
Nach dem Ersten Weltkrieg und der endgültigen Eingliederung Südtirols in das Italienische Königreich wurden zum einen Ferdinand Behrens und seine Frau italienische Staatsbürger, zum anderen kam der Fremdenverkehr vollends zum Erliegen. Er sollte sich erst 1922 wieder erholt haben. Die Fotografie hatte sich weiterentwickelt und in ihr erwuchs dem Maler etwa ab 1920 Konkurrenz. Mit dem Ende der österreichischen Monarchie und dem Wegfall des deutschen und österreichischen Adels brach Behrens ein wesentlicher Teil seiner zahlungskräftigen Kunden weg.
Trotzdem kam der aus dem Krieg heimgekehrte Sohn Ferdinand (Carl Berthold) Behrens jr. (1892–1936) schon 1919 als Kunsthändler nach Bad Gastein zurück. Ferdinand folgte ihm nach und war 1922 letztmals dort.
Im Jahr 1923 errichtete sein Sohn an der Kaiser-Wilhelm-Promenade als Wohn- und Geschäftshaus die Villa Behrens. Ab 1925 betrieb er dort auch eine Pension.
Ferdinand Behrens starb 1925 in der Villa Fanny, seine Frau führte die Geschäfte weiter, bevor sie 1926 starb.
Der außerehelicher Sohn von Ferdinand jr., Anton Blauert, verwaltet den Nachlass der Familie. Durch ihn sind Familienfotos bekannt geworden, ebenso ein Porträt Behrens, erstellt 1913 von Peder Mørk Mønsted.
Es sind derzeit 123 verschiedene Porträts aus der Hand von Ferdinand Behrens bekannt.

## Werk (Auswahl)

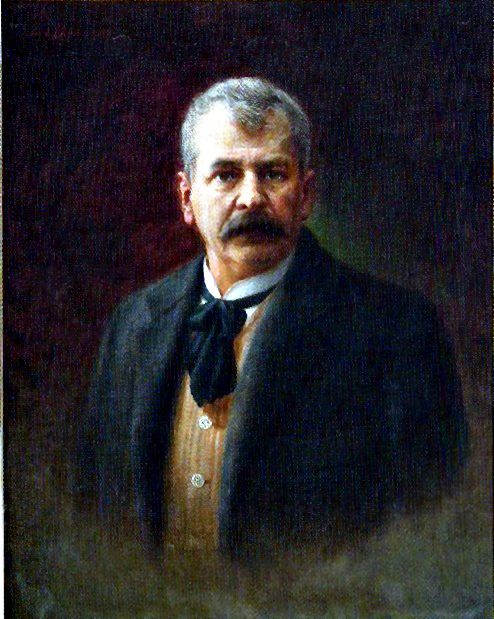
Theodor Christomannos
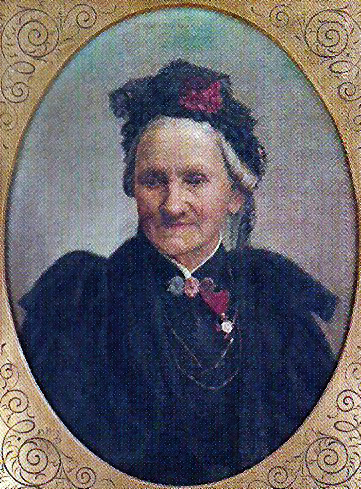
Emma Hellenstainer
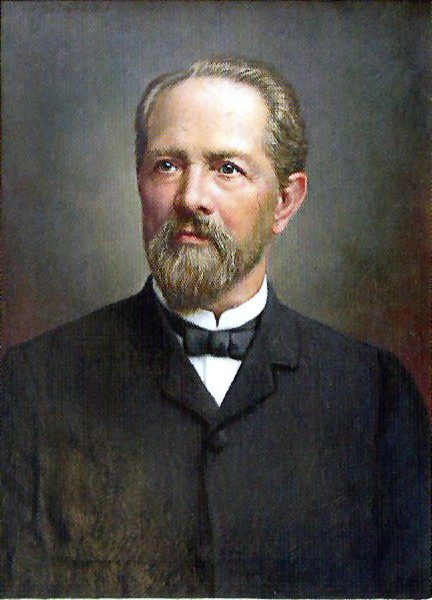
David von Schönherr